# Saint-Élier
Saint-Élier ist eine französische Gemeinde mit 404 Einwohnern (Stand: 1. Januar 2022) im Département Eure in der Region Normandie (vor 2016 Haute-Normandie). Sie gehört zum Arrondissement Évreux und zum Kanton Conches-en-Ouche sowie zum Gemeindeverband Pays de Conches. Die Einwohner werden Élierois genannt.

## Geografie
Saint-Élier liegt etwa 15 Kilometer westsüdwestlich des Stadtzentrums von Évreux. Umgeben wird Saint-Élier von den Nachbargemeinden Portes im Norden, La Croisille im Osten, Le Val-Doré im Süden, Conches-en-Ouche im Südwesten sowie Burey im Westen.

## Bevölkerungsentwicklung
| Jahr      | 1962 | 1968 | 1975 | 1982 | 1990 | 1999 | 2006 | 2013 |
| Einwohner | 63   | 65   | 149  | 423  | 510  | 502  | 463  | 443  |

Quelle: INSEE

## Sehenswürdigkeiten
- Kirche Saint-Élier